# Нікіта Моцпан
Нікіта Моцпан (рум. Nichita Moțpan, нар. 17 липня 2001, Бєльці) — молдовський футболіст, півзахисник російського клубу «Факел» (Воронеж).
Виступав, зокрема, за клуби «Бєльці», «Хапоель» (Хайфа) та «Бєльці», а також національну збірну Молдови.

## Клубна кар'єра
Народився 17 липня 2001 року в місті Бєльці. Вихованець юнацьких команд футбольних клубів «Рубін» та «Зоря» (Бєльці).
У дорослому футболі дебютував 2020 року виступами за команду «Бєльці», в якій провів два сезони. 
Своєю грою за цю команду привернув увагу представників тренерського штабу клубу «Хапоель» (Хайфа), до складу якого приєднався на умовах оренди 2022 року. Відіграв за хайфську команду менше одного року своєї ігрової кар'єри.
У 2023 році повернувся до клубу «Бєльці», за яку зіграв 10 матчів у чемпіонаті.
До складу клубу «Факел» (Воронеж) приєднався 2023 року. Станом на 21 вересня 2023 року відіграв за команду з Воронежа 8 матчів у національному чемпіонаті.

## Виступи за збірні
У 2017 році дебютував у складі юнацької збірної Молдови (U-17), загалом на юнацькому рівні взяв участь у 3 іграх.
Протягом 2021–2022 років залучався до складу молодіжної збірної Молдови. На молодіжному рівні зіграв у 9 офіційних матчах.
У 2021 році дебютував в офіційних матчах у складі національної збірної Молдови.
| Дата       | Місто     | Господарі          | Результат | Гості             | Турнір                               | Голи | Примітки  |
| ---------- | --------- | ------------------ | --------- | ----------------- | ------------------------------------ | ---- | --------- |
| 10-6-2022  | Кишинів   | Молдова            | 2 – 4     | Латвія            | Ліга націй УЄФА 2022-2023 - 1-й етап | 1    | 53'       |
| 14-6-2022  | Кишинів   | Молдова            | 2 – 1     | Андорра           | Ліга націй УЄФА 2022-2023 - 1-й етап | -    |           |
| 22-9-2022  | Рига      | Латвія             | 1 – 2     | Молдова           | Ліга націй УЄФА 2022-2023 - 1-й етап | -    | 84'       |
| 25-9-2022  | Кишинів   | Молдова            | 2 – 0     | Ліхтенштейн       | Ліга націй УЄФА 2022-2023 - 1-й етап | -    | 57'       |
| 16-11-2022 | Кишинів   | Молдова            | 1 – 2     | Азербайджан       | товариський матч                     | 1    | 66'       |
| 20-11-2022 | Кишинів   | Молдова            | 0 – 5     | Румунія           | товариський матч                     | -    | 24' 75'   |
| 24-3-2023  | Кишинів   | Молдова            | 1 – 1     | Фарерські острови | Відбір до ЧЄ 2024                    | -    | 46'       |
| 27-3-2023  | Кишинів   | Молдова            | 0 – 0     | Чехія             | Відбір до ЧЄ 2024                    | -    | 59'       |
| 17-6-2023  | Тирана    | Албанія            | 2 – 0     | Молдова           | Відбір до ЧЄ 2024                    | -    | 38' 55'   |
| 20-6-2023  | Кишинів   | Молдова            | 3 – 2     | Польща            | Відбір до ЧЄ 2024                    | -    | 46'       |
| 7-9-2023   | Лінц      | Австрія            | 1 – 1     | Молдова           | товариський матч                     | -    | 61'       |
| 10-9-2023  | Торсгавн  | Фарерські острови  | 0 – 1     | Молдова           | Відбір до ЧЄ 2024                    | -    | 11' 90+3' |
| 12-10-2023 | Стокгольм | Швеція             | 3 – 1     | Молдова           | товариський матч                     | -    | 57'       |
| 15-10-2023 | Варшава   | Польща             | 1 – 1     | Молдова           | Відбір до ЧЄ 2024                    | -    | 70'       |
| 17-11-2023 | Кишинів   | Молдова            | 1 – 1     | Албанія           | Відбір до ЧЄ 2024                    | -    | 69'       |
| 20-11-2023 | Оломоуць  | Чехія              | 3 – 0     | Молдова           | Відбір до ЧЄ 2024                    | -    | 46'       |
| 22-3-2024  | Бозтепе   | Північна Македонія | 1 – 1     | Молдова           | товариський матч                     | -    | 58'       |
| 8-6-2024   | Кишинів   | Молдова            | 3 – 2     | Кіпр              | товариський матч                     | 1    | 46'       |
| 11-6-2024  | Кишинів   | Молдова            | 0 – 4     | Україна           | товариський матч                     | -    | 46'       |
| Усього     |           | Матчів             | 19        |                   | Голів                                | 3    |           |